# لاکپورت هایتس (لوئیزیانا)
لاکپورت هایتس (به انگلیسی: Lockport Heights) یک منطقهٔ مسکونی در ایالات متحده آمریکا است که در پریش لافورش، لوئیزیانا واقع شده‌است. لاکپورت هایتس ۱٬۲۸۶ نفر جمعیت دارد و ۰٫۹۱ متر بالاتر از سطح دریا واقع شده‌است.